# Gyrodontium versicolor
Gyrodontium versicolor är en svampart som först beskrevs av Berk. & Broome, och fick sitt nu gällande namn av Rudolf Arnold Maas Geesteranus 1964. Gyrodontium versicolor ingår i släktet Gyrodontium och familjen Coniophoraceae.   Inga underarter finns listade i Catalogue of Life.